# (69870) Fizeau
(69870) Fizeau est un astéroïde de la ceinture principale.

## Description
(69870) Fizeau est un astéroïde de la ceinture principale. Il fut découvert le 20 septembre 1998 à La Silla par Eric Walter Elst. Il présente une orbite caractérisée par un demi-grand axe de 3,15 UA, une excentricité de 0,28 et une inclinaison de 21,6° par rapport à l'écliptique.

## Compléments